# Rot (Szwecja)
Rot – miejscowość (tätort) w Szwecji, w regionie administracyjnym (län) Dalarna, w gminie Älvdalen.
Według danych Szwedzkiego Urzędu Statystycznego liczba ludności wyniosła: 662 (31 grudnia 2015), 692 (31 grudnia 2018) i 714 (31 grudnia 2019).